# Hooligans 3
Hooligans 3 (ang. Green Street 3: Never Back Down, znany również jako Green Street 3 i Green Street Hooligans 3: Underground) – brytyjski film akcji z gatunku dramat, z 2013 roku, w reżyserii Jamesa Nunna. Wyprodukowany przez wytwórnię Lionsgate Home Entertainment. Sequel filmu Hooligans 2 z 2009 roku.
Premiera filmu odbyła się 21 października 2013 w Wielkiej Brytanii.

## Opis fabuły
Były przywódca grupy chuliganów Danny Harvey (Scott Adkins) powraca po latach do wschodniego Londynu. Chce odszukać mordercę swojego młodszego brata, który zginął w ustawce pomiędzy kibicami dwóch rywalizujących ze sobą drużyn piłkarskich.

## Obsada
Źródło: Filmweb
- Scott Adkins jako Danny
- Kacey Barnfield jako Molly
- Mark Wingett jako Pistol Pete
- Joey Ansah jako Victor
- Christian Howard jako Wedge
- Jack Doolan jako Gilly
- Ryan Oliva jako Rob
- Todd Von Joel jako Jimmy
- Carl Noon jako uliczny chuligan
- Josh Myers jako Wielki John
- Roberta Taylor jako Lizzie
- George Russo jako Tony
- Marcus Byron Keating jako Biggsy
- Billy Cook jako Joey
- Spencer Wilding jako Mason